# (2993) Wendy
(2993) Wendy (1970 PA; 1979 YJ2; 1981 DG1; A916 QA) ist ein ungefähr elf Kilometer großer Asteroid des mittleren Hauptgürtels, der am 4. August 1970 am Perth-Observatorium in Bickley, Western Australia in Australien (IAU-Code 319) entdeckt wurde. Er gehört zur Eunomia-Familie, einer Gruppe von Asteroiden, die nach (15) Eunomia benannt ist.

## Benennung
(2993) Wendy wurde vom australischen Astronomen Peter V. Birch, nach dem der Asteroid (3924) Birch benannt wurde, nach seiner Frau benannt. Dieser Asteroid ist der erste in Bickley entdeckte.